# 以色列空军博物馆
31°14′18″N 34°41′46″E / 31.238343°N 34.696026°E

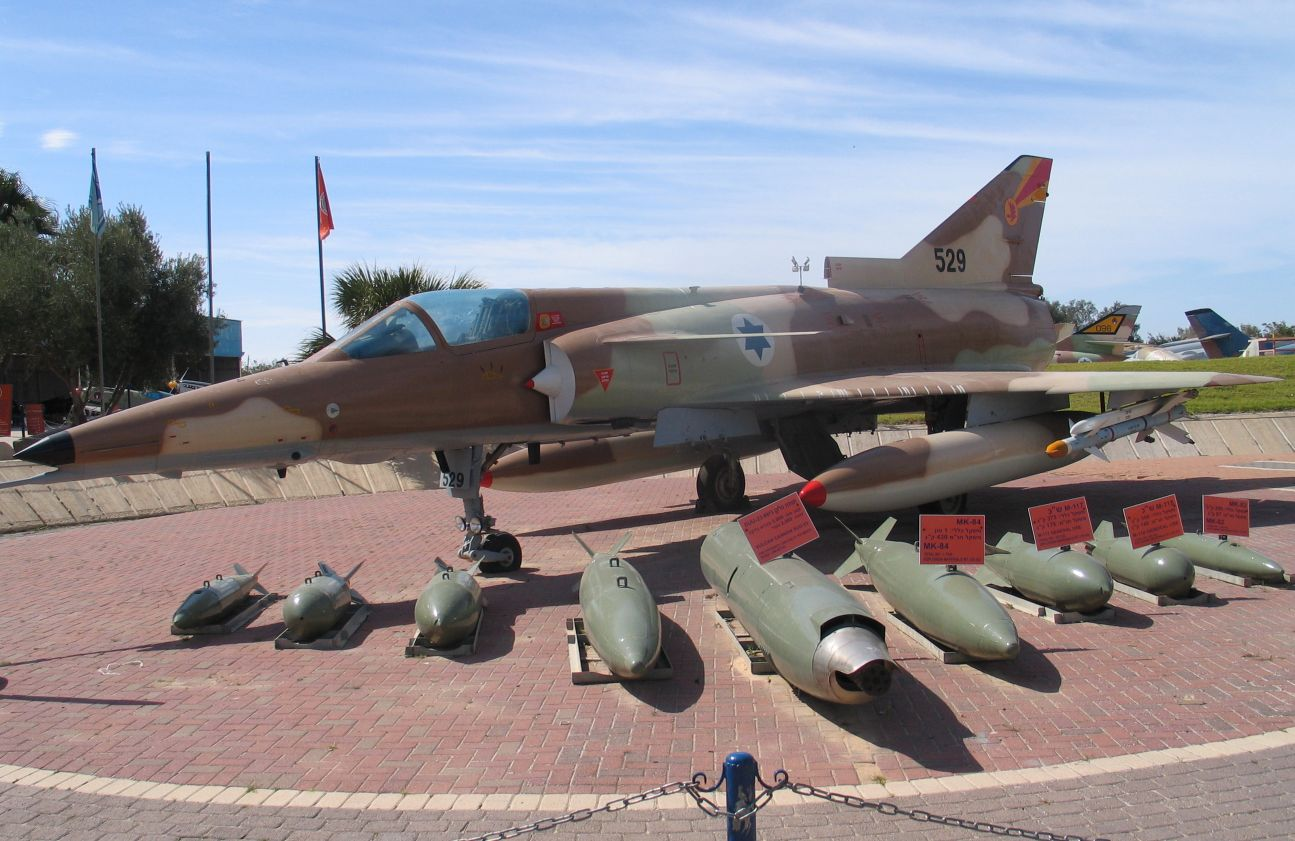
自1996年退役的幼獅戰鬥機

以色列空军博物馆（Israel Air Force Museum）位于贝尔谢巴附近的内盖夫沙漠，裡面展示了許多從中東戰爭時期至現在以色列空軍所使用的相關裝備與武器及繳獲自阿拉伯敵軍的相關裝備與武器。

## 更多資訊
- Israel Air Force Museum（页面存档备份，存于）